# Шохма (приток Луха)
Шохма — река в России, протекает в Лухском районе Ивановской области. Устье реки находится в 178 км по левому берегу реки Лух. Длина реки составляет 15 км, площадь водосборного бассейна — 39,1 км².
Исток реки севернее деревни Никольское в 14 км к юго-востоку от посёлка Лух. Река течёт на юго-запад, протекает через деревни Дмитриевка, Бакуниха, Жданиха, Бурково, Шульгино, Оленино, Слободки. Впадает в боковую старицу реки Лух в заболоченной местности западнее деревни Котово.

## Данные водного реестра
По данным государственного водного реестра России относится к Окскому бассейновому округу, водохозяйственный участок реки — Клязьма от города Ковров и до устья, без реки Уводь, речной подбассейн реки — бассейны притоков Оки от Мокши до впадения в Волгу. Речной бассейн реки — Ока.
По данным геоинформационной системы водохозяйственного районирования территории РФ, подготовленной Федеральным агентством водных ресурсов:
- Код водного объекта в государственном водном реестре — 09010301112110000033723
- Код по гидрологической изученности (ГИ) — 110003372
- Код бассейна — 09.01.03.011
- Номер тома по ГИ — 10
- Выпуск по ГИ — 0